# Streptopus × oreopolus
Streptopus × oreopolus là một loài thực vật có hoa lai ghép trong họ Asparagaceae. Loài này được Fernald miêu tả khoa học đầu tiên năm 1906.